# نفطة غيبوبية
نفطة غيبوبية (بالإنجليزية: Coma blister)‏ هي :حالة جلدية تتميز بوجود فقاعات مشدودة في مناطق الضغط الأقصى.